# Знаки почтовой оплаты Украины (2008)
Знаки почтовой оплаты Украины (2008) — перечень (каталог) знаков почтовой оплаты (почтовых марок), введённых в обращение почтой Украины в 2008 году.
В 2008 году было выпущено 94 почтовые марки, в том числе 93 памятные (коммеморативные) почтовые марки и одна стандартная седьмого выпуска (2007—2011). Тематика коммеморативных марок охватила традиционные головные уборы украинцев, знаки зодиака, юбилеи выдающихся деятелей культуры, памятники архитектуры Украины, знаменательные даты, виды представителей фауны и флоры и другие сюжеты.
Все почтовые марки, введённые в обращение почтой Украины в 2008 году, напечатаны государственным предприятием «Полиграфический комбинат „Украина“».

## Список коммеморативных марок
Порядок следования элементов в таблице соответствует номеру по каталогу марок Украины на официальном сайте Укрпочты (укр. КМД УДППЗ «Укрпошта»), в скобках приведены номера по каталогу «Михель».
| № по каталогу | Изображение | Описание и источники | Номинал                    | Дата выпуска          | Тираж   | Художник                                        |
| --- | ----------- | --- | -------------------------- | --------------------- | ------- | ----------------------------------------------- |
| № 882 (Mi #924) |             | Серія «Знаки зодіаку»: Овен. с укр. — «Серия „Знаки зодиака“: - Овен». | 1,00 гривна                | 18 января 2008 года   | 200 000 | Евгения Гапчинская дизайнер Наталия Андрийченко |
| № 883 (Mi #925) |             | Серія «Знаки зодіаку»: Телець. с укр. — «Серия „Знаки зодиака“: - Телец». | 1,00 гривна                | 18 января 2008 года   | 200 000 | Евгения Гапчинская дизайнер Наталия Андрийченко |
| № 884 (Mi #926) |             | Серія «Знаки зодіаку»: Близнюки. с укр. — «Серия „Знаки зодиака“: - Близнецы». | 1,00 гривна                | 18 января 2008 года   | 200 000 | Евгения Гапчинская дизайнер Наталия Андрийченко |
| № 885 (Mi #927) |             | Серія «Знаки зодіаку»: Рак. с укр. — «Серия „Знаки зодиака“: - Рак». | 1,00 гривна                | 18 января 2008 года   | 200 000 | Евгения Гапчинская дизайнер Наталия Андрийченко |
| № 886 (Mi #928) |             | Серія «Знаки зодіаку»: Лев. с укр. — «Серия „Знаки зодиака“: - Лев». | 1,00 гривна                | 18 января 2008 года   | 200 000 | Евгения Гапчинская дизайнер Наталия Андрийченко |
| № 887 (Mi #929) |             | Серія «Знаки зодіаку»: Діва. с укр. — «Серия „Знаки зодиака“: - Дева». | 1,00 гривна                | 18 января 2008 года   | 200 000 | Евгения Гапчинская дизайнер Наталия Андрийченко |
| № 888 (Mi #930) |             | Серія «Знаки зодіаку»: Терези. с укр. — «Серия „Знаки зодиака“: - Весы». | 1,00 гривна                | 18 января 2008 года   | 200 000 | Евгения Гапчинская дизайнер Наталия Андрийченко |
| № 889 (Mi #931) |             | Серія «Знаки зодіаку»: Скорпіон. с укр. — «Серия „Знаки зодиака“: - Скорпион». | 1,00 гривна                | 18 января 2008 года   | 200 000 | Евгения Гапчинская дизайнер Наталия Андрийченко |
| № 890 (Mi #932) |             | Серія «Знаки зодіаку»: Стрілець. с укр. — «Серия „Знаки зодиака“: - Стрелец». | 1,00 гривна                | 18 января 2008 года   | 200 000 | Евгения Гапчинская дизайнер Наталия Андрийченко |
| № 891 (Mi #933) |             | Серія «Знаки зодіаку»: Козеріг. с укр. — «Серия „Знаки зодиака“: - Козерог». | 1,00 гривна                | 18 января 2008 года   | 200 000 | Евгения Гапчинская дизайнер Наталия Андрийченко |
| № 892 (Mi #934) |             | Серія «Знаки зодіаку»: Водолій. с укр. — «Серия „Знаки зодиака“: - Водолей». | 1,00 гривна                | 18 января 2008 года   | 200 000 | Евгения Гапчинская дизайнер Наталия Андрийченко |
| № 893 (Mi #935) |             | Серія «Знаки зодіаку»: Риби. с укр. — «Серия „Знаки зодиака“: - Рыбы». | 1,00 гривна                | 18 января 2008 года   | 200 000 | Евгения Гапчинская дизайнер Наталия Андрийченко |
| № 894 (Mi #936) № 895 (Mi #937) № 896 (Mi #938) № 897 (Mi #939) |             | XXIX Олімпійські ігри. Пекін-2008: Стрільба з лука; Фехтування; Велоспорт; Веслування академічне. с укр. — «XXIX Олимпийские игры, Пекин-2008: - Стрельба из лука; - Фехтование; - Велоспорт; - Гребля академическая». | 1,00 1,30 2,47 3,33 гривны | 26 января 2008 года   | 230 000 | Владимир Таран                                  |
| № 898 (Mi #940) |             | Проект «Власна марка» (вітальна). с укр. — «Проект „Собственная марка“ (поздравительная)». | 1,00 гривна                | 6 февраля 2008 года   | 100 012 | Татьяна Нестерова                               |
| № 900 (Mi #942) |             | Серія «Перлини мистецького спадку Тараса Шевченка»: Тарас Шевченко. Циганка-ворожка. 1841. с укр. — «Серия „Жемчужины художественного наследия Тараса Шевченко“: - Тарас Шевченко „Цыганка-гадалка“ (1841)». | 1,00 гривна                | 23 февраля 2008 года  | 200 000 | Владимир Таран                                  |
| № 901 (Mi #943) |             | Серія «Перлини мистецького спадку Тараса Шевченка»: Тарас Шевченко. Катерина. 1842. с укр. — «Серия „Жемчужины художественного наследия Тараса Шевченко“: - Тарас Шевченко „Катерина“ (1842)». | 1,52 гривны                | 23 февраля 2008 года  | 200 000 | Владимир Таран                                  |
| № 902 (Mi #944) |             | Серія «Перлини мистецького спадку Тараса Шевченка»: Тарас Шевченко. Автопортрет. 1840. с укр. — «Серия „Жемчужины художественного наследия Тараса Шевченко“: - Тарас Шевченко „Автопортрет“ (1840)». | 2,47 гривны                | 23 февраля 2008 года  | 200 000 | Владимир Таран                                  |
| № 903 (Mi #945) № 904 (Mi #946) |             | Зчіпка «Європа»: Чоловік пише лист на сувої паперу; Жінка набирає текст на клавіатурі. с укр. — «Сцепка „Европа“: - Мужчина пишет письмо на свитке бумаги; - Женщина набирает текст на клавиатуре». | 2,47 3,33 гривны           | 12 марта 2008 года    | 150 000 | Владимир Таран Алексей Харук Сергей Харук       |
| № 905 (Mi #947) № 906 (Mi #948) |             | Блок и буклет «Європа»: Чоловік пише лист на сувої паперу; Жінка набирає текст на клавіатурі. с укр. — «Блок „Европа“: - Мужчина пишет письмо на свитке бумаги; - Женщина набирает текст на клавиатуре». | 2,47 3,33 гривны           | 12 марта 2008 года    | 30 000  | Владимир Таран Алексей Харук Сергей Харук       |
| № 907 (Mi #949) № 908 (Mi #950) |             | Зчіпка 200-річчя від дня народження Миколи Гоголя (1809—1852). с укр. — «Сцепка „200-летие со дня рождения Николая Гоголя (1809—1852)“». | 1,52 2,47 гривны           | 21 марта 2008 года    | 140 000 | Владимир Таран Алексей Харук Сергей Харук       |
| № 909 (Mi #951) |             | «Христос Воскрес!». с укр. — «Христос Воскрес!». | 1,00 гривна                | 11 апреля 2008 года   | 220 000 | Наталия Михайличенко                            |
| № 910 (Mi #952) № 911 (Mi #953) № 912 (Mi #954) № 913 (Mi #955) № 914 (Mi #956) № 915 (Mi #957) № 916 (Mi #958) № 917 (Mi #959) № 918 (Mi #960)                                                             |             | Спеціальний малий лист «Годинники» (З колекції Музею етнографії та художнього промислу у Львові): Годинник коминковий поч. XIX ст., Франція; Годинник коминковий II пол. XIX ст., Росія; Годинник коминковий поч. XIX ст., Франція; Годинник консольний кін. XVIII ст., Франція; Годинник консольний XVIII ст., Франція; Годинник консольний XVIII ст., Німеччина; Годинник шафовий XVIII ст., Англія; Годинник настільний XIX ст., Австрія; Годинник коминковий сер. XIX ст., Франція. с укр. — «Специальный малый марочный лист „Часы“ (из коллекции музея этнографии и художественного промысла во Львове): - Каминные часы (Франция, начало XIX века); - Каминные часы (Россия, II половина XIX века); - Каминные часы (Франция, начало XIX века); - Часы консольные (Франция, конец XVIII века); - Часы консольные (Франция, XVIII век); - Часы консольные (Германия, XVIII век); - Часовой шкаф (Англия, XVIII век); - Настольные часы (Австрия, XIX век); - Каминные часы (Франция, середина XIX века)». | 1,00 гривна                | 18 апреля 2008 года   | 140 000 | Светлана Бондарь                                |
| № 910 (Mi #952) |             | Спеціальний малий лист «Годинники»: Годинник коминковий поч. XIX ст., Франція. с укр. — «Специальный малый марочный лист „Часы“: - Каминные часы (Франция, начало XIX века)» | 1,00 гривна                | 18 апреля 2008 года   | 140 000 | Светлана Бондарь                                |
| № 911 (Mi #953) |             | Спеціальний малий лист «Годинники»: Годинник коминковий II пол. XIX ст., Росія. с укр. — «Специальный малый марочный лист „Часы“: - Каминные часы (Россия, II половина XIX века)» | 1,00 гривна                | 18 апреля 2008 года   | 140 000 | Светлана Бондарь                                |
| № 912 (Mi #954) |             | Спеціальний малий лист «Годинники»: Годинник коминковий поч. XIX ст., Франція. с укр. — «Специальный малый марочный лист „Часы“: - Каминные часы (Франция, начало XIX века)» | 1,00 гривна                | 18 апреля 2008 года   | 140 000 | Светлана Бондарь                                |
| № 913 (Mi #955) |             | Спеціальний малий лист «Годинники»: Годинник консольний кін. XVIII ст., Франція. с укр. — «Специальный малый марочный лист „Часы“: - Часы консольные (Франция, конец XVIII века)» | 1,00 гривна                | 18 апреля 2008 года   | 140 000 | Светлана Бондарь                                |
| № 914 (Mi #956) |             | Спеціальний малий лист «Годинники»: Годинник консольний XVIII ст., Франція. с укр. — «Специальный малый марочный лист „Часы“: - Часы консольные (Франция, XVIII век)» | 1,00 гривна                | 18 апреля 2008 года   | 140 000 | Светлана Бондарь                                |
| № 915 (Mi #957) |             | Спеціальний малий лист «Годинники»: Годинник консольний XVIII ст., Німеччина. с укр. — «Специальный малый марочный лист „Часы“: - Часы консольные (Германия, XVIII век)» | 1,00 гривна                | 18 апреля 2008 года   | 140 000 | Светлана Бондарь                                |
| № 916 (Mi #958) |             | Спеціальний малий лист «Годинники»: Годинник шафовий XVIII ст., Англія. с укр. — «Специальный малый марочный лист „Часы“: - Часовой шкаф (Англия, XVIII век)» | 1,00 гривна                | 18 апреля 2008 года   | 140 000 | Светлана Бондарь                                |
| № 917 (Mi #959) |             | Спеціальний малий лист «Годинники»: Годинник настільний XIX ст., Австрія. с укр. — «Специальный малый марочный лист „Часы“: - Настольные часы (Австрия, XIX век)» | 1,00 гривна                | 18 апреля 2008 года   | 140 000 | Светлана Бондарь                                |
| № 918 (Mi #960) |             | Спеціальний малий лист «Годинники»: Годинник коминковий сер. XIX ст., Франція. с укр. — «Специальный малый марочный лист „Часы“: - Каминные часы (Франция, середина XIX века)» | 1,00 гривна                | 18 апреля 2008 года   | 140 000 | Светлана Бондарь                                |
| № 919 (Mi #961) № 920 (Mi #962) № 921 (Mi #963) № 922 (Mi #964) № 923 (Mi #965) № 924 (Mi #966) |             | Блок «Собаки»: Такса стандартна гладкошерста; Американський бульдог; Ротвейлер; Чау-чау; Шнауцер стандартний; Німецька вівчарка. с укр. — «Блок „Собаки“: - Такса стандартная гладкошёрстая; - Американский бульдог; - Ротвейлер; - Чау-чау; - Шнауцер стандартный; - Немецкая овчарка». | 1,00 гривна                | 16 мая 2008 года      | 150 000 | Юлика Правдохина                                |
| № 919 (Mi #961) |             | Блок «Собаки»: Такса стандартна гладкошерста. с укр. — «Блок „Собаки“: - Такса стандартная гладкошёрстая». | 1,00 гривна                | 16 мая 2008 года      | 150 000 | Юлика Правдохина                                |
| № 920 (Mi #962) |             | Блок «Собаки»: Американський бульдог. с укр. — «Блок „Собаки“: - Американский бульдог». | 1,00 гривна                | 16 мая 2008 года      | 150 000 | Юлика Правдохина                                |
| № 921 (Mi #963) |             | Блок «Собаки»: Ротвейлер. с укр. — «Блок „Собаки“: - Ротвейлер». | 1,00 гривна                | 16 мая 2008 года      | 150 000 | Юлика Правдохина                                |
| № 922 (Mi #964) |             | Блок «Собаки»: Чау-чау. с укр. — «Блок „Собаки“: - Чау-чау». | 1,00 гривна                | 16 мая 2008 года      | 150 000 | Юлика Правдохина                                |
| № 923 (Mi #965) |             | Блок «Собаки»: Шнауцер стандартний. с укр. — «Блок „Собаки“: - Шнауцер стандартный». | 1,00 гривна                | 16 мая 2008 года      | 150 000 | Юлика Правдохина                                |
| № 924 (Mi #966) |             | Блок «Собаки»: Німецька вівчарка. с укр. — «Блок „Собаки“: - Немецкая овчарка». | 1,00 гривна                | 16 мая 2008 года      | 150 000 | Юлика Правдохина                                |
| № 925 (Mi #967) № 926 (Mi #968) № 927 (Mi #969) № 928 (Mi #970) № 929 (Mi #971) № 930 (Mi #972) |             | Блок «Коти»: Перська; Селкірк рекс; Екзотична короткошерста; Бурма; Сіамська; Курильський бобтейл. с укр. — «Блок „Кошки“: - Персидская; - Селкирк-рекс; - Экзотическая короткошёрстая; - Бурма; - Сиамская; - Курильский бобтейл». | 1,00 гривна                | 16 мая 2008 года      | 150 000 | Юлика Правдохина                                |
| № 925 (Mi #967) |             | Блок «Коти»: Перська. с укр. — «Блок „Кошки“: - Персидская». | 1,00 гривна                | 16 мая 2008 года      | 150 000 | Юлика Правдохина                                |
| № 926 (Mi #968) |             | Блок «Коти»: Селкірк рекс. с укр. — «Блок „Кошки“: - Селкирк-рекс». | 1,00 гривна                | 16 мая 2008 года      | 150 000 | Юлика Правдохина                                |
| № 927 (Mi #969) |             | Блок «Коти»: Екзотична короткошерста. с укр. — «Блок „Кошки“: - Экзотическая короткошёрстная». | 1,00 гривна                | 16 мая 2008 года      | 150 000 | Юлика Правдохина                                |
| № 928 (Mi #970) |             | Блок «Коти»: Бурма. с укр. — «Блок „Кошки“: - Бурма». | 1,00 гривна                | 16 мая 2008 года      | 150 000 | Юлика Правдохина                                |
| № 929 (Mi #971) |             | Блок «Коти»: Сіамська. с укр. — «Блок „Кошки“: - Сиамская». | 1,00 гривна                | 16 мая 2008 года      | 150 000 | Юлика Правдохина                                |
| № 930 (Mi #972) |             | Блок «Коти»: Курильський бобтейл. с укр. — «Блок „Кошки“: - Курильский бобтейл». | 1,00 гривна                | 16 мая 2008 года      | 150 000 | Юлика Правдохина                                |
| № 931 (Mi #973) № 932 (Mi #974) № 933 (Mi #975) № 934 (Mi #976) |             | «Кримський природний заповідник: Гриф чорний; Лебедячі острови; Олень благородний; Смілка яйлинська». с укр. — «Крымский природный заповедник: - Гриф чёрный; - Лебяжьи острова; - Олень благородный; - Смолка яйлинская». | 1,00 гривна                | 18 июня 2008 года     | 120 000 | Николай Кочубей                                 |
| № 935 (Mi #977) № 936 (Mi #978) |             | Блок «90 років першим поштовим маркам Української держави»: 10 шагів; 20 шагів. с укр. — «Блок „90-летие первых почтовых марок Украинского государства“: - 10 шагов; - 20 шагов». | 2,47 3,33 гривны           | 4 июля 2008 года      | 120 000 | Александр Калмыков                              |
| № 937 (Mi #979) № 938 (Mi #980) № 939 (Mi #981) |             | Блок «90 років першим поштовим маркам Української держави»: 40 шагів; 50 шагів; 30 шагів. с укр. — «Блок „90-летие первых почтовых марок Украинского государства“: - 40 шагов; - 50 шагов; - 30 шагов». | 1,00 2,47 3,33 гривны      | 4 июля 2008 года      | 120 000 | Александр Калмыков                              |
| № 940 (Mi #982) |             | Блок «Михайлівський золотоверхий монастир. 900 років». с укр. — «Блок Михайловский Златоверхий монастырь. 900 лет». | 3,33 гривны                | 11 июля 2008 года     | 100 000 | Владимир Таран Алексей Харук Сергей Харук       |
| № 941 (Mi #983) |             | Серія «Локомотивобудування в Україні»: «Тепловоз серії ТЭП10». с укр. — «Серия „Локомотивостроение на Украине“: - Тепловоз серии ТЭП10». | 1,00 гривна                | 8 августа 2008 года   | 200 000 | Валерий Руденко                                 |
| № 942 (Mi #984) |             | Серія «Локомотивобудування в Україні»: «Тепловоз серії 2ТЭ10Л». с укр. — «Серия „Локомотивостроение на Украине“: - Тепловоз серии 2ТЭ10Л». | 1,00 гривна                | 8 августа 2008 года   | 200 000 | Валерий Руденко                                 |
| № 943 (Mi #985) |             | Серія «Локомотивобудування в Україні»: «Тепловоз серії М62». с укр. — «Серия „Локомотивостроение на Украине“: - Тепловоз серии М62». | 1,00 гривна                | 8 августа 2008 года   | 200 000 | Валерий Руденко                                 |
| № 944 (Mi #986) |             | Серія «Локомотивобудування в Україні»: «Тепловоз серії ТЭ109». с укр. — «Серия „Локомотивостроение на Украине“: - Тепловоз серии ТЭ109». | 1,00 гривна                | 8 августа 2008 года   | 200 000 | Валерий Руденко                                 |
| № 945 (Mi #987) |             | Серія «Українська пісня»: Колядки. с укр. — «Серия „Украинская песня“: - Колядки». | 1,00 гривна                | 5 сентября 2008 года  | 200 000 | Николай Кочубей                                 |
| № 946 (Mi #988) |             | Серія «Українська пісня»: Веснянки, гаївки. с укр. — «Серия „Украинская песня“: - Веснянки, гаилки». | 1,00 гривна                | 5 сентября 2008 года  | 200 000 | Николай Кочубей                                 |
| № 947 (Mi #989) |             | Серія «Українська пісня»: Козацькі пісні. с укр. — «Серия „Украинская песня“: - Козацкие песни». | 1,00 гривна                | 5 сентября 2008 года  | 200 000 | Николай Кочубей                                 |
| № 948 (Mi #990) |             | Серія «Українська пісня»: Чумацькі пісні. с укр. — «Серия „Украинская песня“: - Чумацкие песни». | 1,00 гривна                | 5 сентября 2008 года  | 200 000 | Николай Кочубей                                 |
| № 949 (Mi #991) № 950 (Mi #992) |             | Спільний випуск: зчіпка «Україна — Азербайджан»: Колт; Богазалті. с укр. — «Совместный выпуск: сцепка „Украина — Азербайджан“: - Колт; - Богазалти». | 2,47 3,33 гривны           | 17 сентября 2008 года | 150 000 | Александр Калмыков                              |
| № 951 (Mi #993) |             | Українсько-шведські воєнно-політичні союзи XVII—XVIII ст. Марка + 4 купони. с укр. — «Украинско-шведские военно-политические союзы XVII—XVIII век». | 1,00 гривна                | 1 октября 2008 года   | 330 000 | Владимир Таран Алексей Харук Сергей Харук       |
| № 952 (Mi #994) |             | XI Національна філателістична виставка «Укрфілексп-2008». с укр. — «XI Национальная филателистическая выставка „Укрфилэксп-2008“». | 1,00 гривна                | 3 октября 2008 года   | 250 000 | Ольга Верменич                                  |
| № 953 (Mi #995) |             | «Укрфілексп-2008» Чернівці. с укр. — «„Укрфилэксп-2008“ Черновцы». | 1,00 гривна                | 3 октября 2008 года   | 50 000  | Наталия Андрийченко                             |
| № 954 (Mi #996) |             | Чернівці — 600 років. с укр. — «Черновцы — 600 лет». | 1,00 гривна                | 4 октября 2008 года   | 250 000 | Олеся Варкач                                    |
| № 955 (Mi #997) |             | Батуринська трагедія — 300 років. с укр. — «Батуринская трагедия — 300 лет». | 1,00 гривна                | 24 октября 2008 года  | 200 000 | Геннадий Заднепряный                            |
| № 956 (Mi #998) |             | «З Різдвом Христовим!». с укр. — «С Рождеством Христовым!». | 1,00 гривна                | 21 ноября 2008 года   | 250 000 | Юлика Правдохина                                |
| № 957 (Mi #999) |             | «З Новим роком!». с укр. — «С Новым годом!». | 1,00 гривна                | 21 ноября 2008 года   | 280 000 | Юлика Правдохина                                |
| № 958 (Mi #1000) |             | Марко Вовчок (1833—1907). с укр. — «Марко Вовчок (1833—1907)». | 1,00 гривна                | 28 ноября 2008 года   | 170 000 | О. Базилевич                                    |
| № 959 (Mi #1001) № 960 (Mi #1002) № 961 (Mi #1003) № 962 (Mi #1004) № 963 (Mi #1005) № 964 (Mi #1006) № 965 (Mi #1007) № 966 (Mi #1008) № 967 (Mi #1009) № 968 (Mi #1010) № 969 (Mi #1011) № 970 (Mi #1012) |             | Спеціальний малий лист «Традиційні головні убори українців». с укр. — «Специальный малый марочный лист „Традиционные головные уборы украинцев“». | 1,00 гривна                | 10 декабря 2008 года  | 170 000 | Сергей Лукьяненко                               |
| № 959 (Mi #1001) |             | Спеціальний малий лист «Традиційні головні убори українців»: Очіпок і хустка, Черкащина. с укр. — «Специальный малый марочный лист „Традиционные головные уборы украинцев“: - Повойник и платок, Черкащина». | 1,00 гривна                | 10 декабря 2008 года  | 170 000 | Сергей Лукьяненко                               |
| № 960 (Mi #1002) |             | Спеціальний малий лист «Традиційні головні убори українців»: Перемітка, Тернопільщина. с укр. — «Специальный малый марочный лист „Традиционные головные уборы украинцев“: - Перемётка, Тернопольщина». | 1,00 гривна                | 10 декабря 2008 года  | 170 000 | Сергей Лукьяненко                               |
| № 961 (Mi #1003) |             | Спеціальний малий лист «Традиційні головні убори українців»: Весільний головний убор, Тернопільщина. с укр. — «Специальный малый марочный лист „Традиционные головные уборы украинцев“: - Свадебный головной убор, Тернопольщина». | 1,00 гривна                | 10 декабря 2008 года  | 170 000 | Сергей Лукьяненко                               |
| № 962 (Mi #1004) |             | Спеціальний малий лист «Традиційні головні убори українців»: Намітка, Рівненщина. с укр. — «Специальный малый марочный лист „Традиционные головные уборы украинцев“: - Намётка, Ровненщина». | 1,00 гривна                | 10 декабря 2008 года  | 170 000 | Сергей Лукьяненко                               |
| № 963 (Mi #1005) |             | Спеціальний малий лист «Традиційні головні убори українців»: Хустка тернова, Гуцульщина. с укр. — «Специальный малый марочный лист „Традиционные головные уборы украинцев“: - Терновый платок, Гуцульщина». | 1,00 гривна                | 10 декабря 2008 года  | 170 000 | Сергей Лукьяненко                               |
| № 964 (Mi #1006) |             | Спеціальний малий лист «Традиційні головні убори українців»: Чіпець і хустина, Лемківщина. с укр. — «Специальный малый марочный лист „Традиционные головные уборы украинцев“: - Чепец и платок, Лемковщина». | 1,00 гривна                | 10 декабря 2008 года  | 170 000 | Сергей Лукьяненко                               |
| № 965 (Mi #1007) |             | Спеціальний малий лист «Традиційні головні убори українців»: Весільний головний убор, Покуття. с укр. — «Специальный малый марочный лист „Традиционные головные уборы украинцев“: - Свадебный головной убор, Покутье». | 1,00 гривна                | 10 декабря 2008 года  | 170 000 | Сергей Лукьяненко                               |
| № 966 (Mi #1008) |             | Спеціальний малий лист «Традиційні головні убори українців»: Перемітка, Рівненщина. с укр. — «Специальный малый марочный лист „Традиционные головные уборы украинцев“: - Перемётка, Ровненщина». | 1,00 гривна                | 10 декабря 2008 года  | 170 000 | Сергей Лукьяненко                               |
| № 967 (Mi #1009) |             | Спеціальний малий лист «Традиційні головні убори українців»: Бавниця і хустина, Львівщина. с укр. — «Специальный малый марочный лист „Традиционные головные уборы украинцев“: - Бавница и платок, Львовщина». | 1,00 гривна                | 10 декабря 2008 года  | 170 000 | Сергей Лукьяненко                               |
| № 968 (Mi #1010) |             | Спеціальний малий лист «Традиційні головні убори українців»: Крисаня, Гуцульщина. с укр. — «Специальный малый марочный лист „Традиционные головные уборы украинцев“: - Кресаня, Гуцульщина». | 1,00 гривна                | 10 декабря 2008 года  | 170 000 | Сергей Лукьяненко                               |
| № 969 (Mi #1011) |             | Спеціальний малий лист «Традиційні головні убори українців»: Очіпок, Львівщина. с укр. — «Специальный малый марочный лист „Традиционные головные уборы украинцев“: - Повойник, Львовщина». | 1,00 гривна                | 10 декабря 2008 года  | 170 000 | Сергей Лукьяненко                               |
| № 970 (Mi #1012) |             | Спеціальний малий лист «Традиційні головні убори українців»: Чоловічий головний убір «магерка», Рівненщина. с укр. — «Специальный малый марочный лист „Традиционные головные уборы украинцев“: - Мужской головной убор „магерка“, Ровненщина». | 1,00 гривна                | 10 декабря 2008 года  | 170 000 | Сергей Лукьяненко                               |
| № 971 (Mi #1013) |             | В’ячеслав Чорновіл (1937—1999). с укр. — «Вячеслав Черновол (1937—1999)». | 1,00 гривна                | 24 декабря 2008 года  | 350 000 | Василий Лопата                                  |
| № 972 (Mi #1014C) № 973 (Mi #1015C) № 974 (Mi #1016C) № 975 (Mi #1017C) № 976 (Mi #1018C) № 977 (Mi #1019C)                                                                                                 |             | Блок «Український народний одяг»: Крим. Свято Преображення Господнього; Крим. Хрещення; Дніпропетровщина. Вінчання; Дніпропетровщина. Дожинки; Луганщина. Свято Кирила та Мефодія; Луганщина. Спиридона чудотворця. с укр. — «Блок „Украинский народный костюм“: - Крым; - Днепропетровщина; - Луганцина». | 1,00 гривна                | 25 декабря 2008 года  | 100 000 | Николай Кочубей                                 |
| № 972 (Mi #1014) № 973 (Mi #1015) |             | Блок «Український народний одяг», Крим: Свято Преображення Господнього; Хрещення. с укр. — «Блок „Украинский народный костюм“, Крым: - Праздник Преображения Господнего; - Крещение». | 1,00 гривна                | 25 декабря 2008 года  | 100 000 | Николай Кочубей                                 |
| № 974 (Mi #1016) № 975 (Mi #1017) |             | Блок «Український народний одяг», Дніпропетровщина: Вінчання; Дожинки. с укр. — «Блок „Украинский народный костюм“, Днепропетровщина: - Венчание; - Обжинки». | 1,00 гривна                | 25 декабря 2008 года  | 100 000 | Николай Кочубей                                 |
| № 976 (Mi #1018) № 977 (Mi #1019) |             | Блок «Український народний одяг», Луганщина: Свято Кирила та Мефодія; Спиридона чудотворця. с укр. — «Блок „Украинский народный костюм“, Луганщина: - Праздник Кирилла и Мефодия; - Спиридона Чудотворца». | 1,00 гривна                | 25 декабря 2008 года  | 100 000 | Николай Кочубей                                 |

## Седьмой выпуск стандартных марок (2007—2011)
В 2008 году была выпущена в обращение марка седьмой серии стандартных марок независимой Украины (2007—2011) номиналом 0,30 гривны.
| № по каталогу   | Изображение | Описание и источники        | Номинал     | Дата выпуска         | Тираж    | Художник          |
| --------------- | ----------- | --------------------------- | ----------- | -------------------- | -------- | ----------------- |
| № 899 (Mi #941) |             | «Люлька». с укр. — «Трубка» | 0,30 гривны | 15 февраля 2008 года | массовый | Наталия Фандикова |

## Комментарии
1. ↑  Коммеморативные марки — обобщённое название специальных художественных (памятных, юбилейных и других) почтовых марок. Для упрощения терминологии в случаях, когда требуется лишь подчеркнуть, что данная марка не является общеупотребляемой (то есть стандартной), под термином «коммеморативная марка» подразумевают, кроме перечисленных выше, также тематические (рисунки которых, посвящены определённой теме коллекционирования) марки. Также все упомянутые марки, объединённые термином «коммеморативная», имеют общую черту: как правило, такие марки изготовляются на высоком полиграфическом уровне[3].
2. ↑  Ниже приведён перечень памятных художественных марок (с возможностью сортировки по номиналу, тиражу и дате введения в обращение).
3. ↑  Почтовые марки № 905 и № 906 — повторение сюжета марок № 903 и № 904 соответственно (с незначительными изменениями фрагментов изображения), выпущенных в обращение Укрпочтой 12 марта 2008 года с дополнительным полем шириной 5 мм и просечкой слева для вклеивания в буклеты, а также отдельным блоком № 67 из двух марок (№ 905 и № 906), не вклеиваемым в буклет[25].